# WOW WAR TONIGHT 〜時には起こせよムーヴメント
「WOW WAR TONIGHT 〜時には起こせよムーヴメント〜」（ウォウ・ウォー・トゥナイト ときにはおこせよムーヴメント）は、日本の音楽ユニットであるH Jungle with tの1枚目のシングル。1995年3月15日にavex traxよりリリースされた。
お笑いコンビであるダウンタウンの浜田雅功と、音楽プロデューサーである小室哲哉のコラボレーションによって制作された作品である。楽曲ではDJ KOO、マーク・パンサーも参加している。

## 解説
- フジテレビ系『HEY!HEY!HEY! MUSIC CHAMP』テーマソング。
- 浜田、小室、DJ KOO（TRF）、マーク・パンサー（globe）の4人で『第46回NHK紅白歌合戦』にも出場した[注 2]。また、『LOVE LOVEあいしてる』の特番（1999年）や『カウントダウンオールヒット』（1999年）でも披露されている。
- 2000年以降歌うことはなかった[注 3]が、『リンカーン』の番組内で、堀北真希のリクエストによりカラオケで披露された。
- 2012年4月8日に吉本興業創業100周年イベント「伝説の一日」が開催され、浜田は久しぶりにこの曲を歌った。
- 2014年12月29日放送の『HEY!HEY!HEY! MUSIC CHAMP 20周年大感謝祭』（フジテレビ）で、H Jungle with tが一夜限りの再結成（復活）をして、約18年ぶりにテレビ披露された。
- 2015年アプリゲーム（ゲームオブウォー）のCMソングに使用された[2]。

## 背景
- 前年の1994年小室プロデュースで『恋しさと せつなさと 心強さと』が大ヒット中の篠原涼子が『HEY!HEY!HEY! MUSIC CHAMP』にゲスト出演した際、冗談で浜田が小室に「小室さんが曲を出したら売れるんやから、僕にも曲を作ってくださいよ」と言ったことから始まり、直後に小室に浜田サイドのスタッフが正式にオファーを出したことで始まった[3]。
- 当時エイベックスの専務だった松浦勝人は当時の状況を「小室氏はどこのレコード会社でやってもよかったんだろうけど、『エイベックスでやりたい』と言ってきたんです。いつも僕が近くにいるし、現場に決定権があるから、『良いと思ったら上も意思決定が早いから自分も即座に動けてやりやすい』ってことですよ。おそらく大きなレコード会社だったら決裁等で時間がかかったでしょう」[4]「そもそもジャングルは『イギリスから出てきた初のブラックミュージック』というアンダーグラウンドな音楽で、決して売れるジャンルではないんですよ。それを取り入れるという本当に難しい作業でした」[5]と話している。
- デモテープを聞いた浜田の第一印象は「小室さんが細い声で歌ってるねん。こんなもん売れるか」と良い感情を抱いていなかった[6]。
- 発売前に浜田は「10万枚もいかないかもしれない、小室さんの作った曲は全部売れているから、これで売れなかったら俺のせいだ」と落ち込み、小室は「1位とれるよ」「100万枚は1ヶ月でいくよ」と何回も励まし続けた[7][8]。小室は最初から「売れる」という自信があった。その唯一の根拠は松本人志のエッセイ「遺書」の200万部突破という数字だったが小室は「ダウンタウンのファンが200万人いての結果ではなくて、2～4千万人の大衆に受け入れられた上での10～5%だと思う。それで200万は十分考えられる数字でしょう」と語っている[9]。

## 録音
- 曲の合間には「背後霊」をモチーフにした「BUSAIKU HAMADA（ブサイク浜田）」という掛け声と、最後の小室がテープレコーダーを持ってダウンタウンのレギュラー番組の収録現場に赴き、ダウンタウンの思い出話をテーマにした語りは相方である松本人志が[注 4][10]、曲の合間にあるラップはマーク・パンサーがそれぞれ担当している。これはリスナーに「何を言っているのか」と興味を持ってもらい、1枚でも多く買ってもらうための演出である[8]。
- ボーカルのレコーディングは小室の当時の個人スタジオのソファーがある以外は何の変哲もない広いリビングで行われた。そこでマイクを持たされて歌ったため浜田は「他の人の目も気にしないで、本当に『ただ家でカラオケしているだけか』とも思ってレコーディングできた」と語っている。しかし、本当は天井の近くにカメラがついていて、小室はカメラに向かって別の部屋の本格的な機材のある部屋のスタッフに部分的な指示を出していた[11]。
- サビのコーラスのレコーディングは小室の「親しみを持たせたいから、ちゃんとしたコーラス隊じゃない方がいい」という意向から、DJ KOOが六本木のクラブで踊っていた客にその場で直接声をかけて小室のスタジオに来てもらい、その時のテンションで歌ってもらった[12]。
- 仕事でハワイに向かわなくてはならない浜田に考慮し、1995年1月1日に仮歌付きのデモテープを完成させた[13]。オファーを引き受けてから完成するまでの間は1週間かからなかった[14]。最初の打ち合わせのときに既にデモテープを用意していた小室に対する礼儀として、浜田は小室の自宅内スタジオでのレコーディングが始まる2週間前に小室から間髪入れずに渡された完成版を聞き込み、全ての歌詞と譜割りを暗記した。それが功を奏し、歌入れは1995年1月中にわずか4テイク・わずか1時間半でOKテイクが出された[15][16][注 5]。その後もロンドンにてそこから良いテイクを厳選して編集し、さらにバックトラックにパートを追加した[10]。

## 音楽性とテーマ
- リミックスアルバム「WOW WAR TONIGHT REMIXED」も発売されており、ここには2 Million Mixの最後がフェードアウトしないバージョンも収録されている。
- 制作にあたって2人で話し合って決めたコンセプトとして「何年か後に見直した時に恥ずかしくなるものは作らない」「愛は歌わない」「メディアに出る時は普段着に近いラフな服装で」と決めた[17][18]。
- 曲のイメージは小室がダウンタウンのビデオを見た時に、浜田の喋る声やテンポがジャングルのリズムに合っていたので、ジャングルを楽曲の根幹のベースにした[19]。
- 曲の構成は「最初はレゲエとして始まり、途中から長三度上に転調して、ジャングルのリズムになっていく」様にされている[20]。難解な複合するリズムは避け、スピード感と同時にゆったりした流れも感じられる様に工夫し、小室にとって確実に表現の幅を広げる1つの手法になった[21]。
- 小室は歌詞を書く際に、浜田の「まだ『おっさん』と言われる程の年齢ではない、若者だけど頼れる兄貴分」「経験は豊富だけど、決して説教じみているわけではなく、男性から『俺もこうなりたい』『こういう人がいてくれたら』と思える存在」「女性から見たらぶっきらぼうだけど優しい憧れの上司」「ファッションリーダー」という複合的なキャラクターからインスピレーションを得た[14]。コンセプトは「寝る暇もない浜田のことを思って書き出したが、浜松町で働くサラリーマンを見ているうちに応援歌になった」[22]「『30代の働き盛りの男性がふと立ち止まった瞬間』を切り取った」[23]「日々の慌ただしい生活感とそこからの解放感」[19]「どんな時代背景でも、誰の心境にも寄り添って『何かを起こしたい』という気持ちを奮い立たせる普遍的な歌にしたかった」[14]と語っている。詞のイメージについては、年明けすぐに牛丼店に立ち寄った際に、店員の若者におごってもらったことをきっかけに生まれたという[24]。また、小室自身が「1970年のポップ・アイコンであり、到底かなわない」と尊敬する吉田拓郎の『日本語をポップスに乗っけた世界観』に挑戦した曲だったと明かしている[25]。歌詞に出てくる「温泉」のシチュエーションも『旅の宿』の「風呂」のシチュエーションから引用している[25]。小室は「吉田さんが好きな世代にも刺さるのを選んで、当時の世界観を1990年代に持ってきた」と語っている[25][26]。
- 吉田拓郎は『TK MUSIC CLAMP』で小室と対談した際に「小室くんの曲で1曲だけすごくいいと思うのがある」と、この曲を賞賛し[25]、後に『LOVE LOVE あいしてる』で浜田・KinKi Kidsと共にカバーしている。
- 小室は楽曲の構造について「リズムと飾りを全て取っ払えばフォークソングになる」[14]「浜田のツッコむ時の声の張り方を参考に作曲し、サビで声を張って貰うように転調した」[27]と語っている。
- 東京パフォーマンスドールのメンバーだった篠原涼子・穴井夕子が歌唱した楽曲『Sanctuary～淋しいだけじゃない～』[28]（東京パフォーマンスドールのアルバム『SEVEN ON SEVEN 〜Cha-DANCE Party Vol.7』（1993年）に収録され、のちに篠原涼子のアルバム「Lady Generation 〜淑女の世代〜」（1995年）にも、篠原のみが歌唱して収録された）と、メロディーの一部が類似している。いずれも小室の作・編曲である。

## 批評
- 浜田は「僕のことをわかってて書いてくれてるのかな。一生懸命何かやってる人間に対しても当てはまるんやないかな。だから自然に、素直に歌えたのかもしれへんなぁ」と振り返っている[29]。
- 坂本龍一は「小室くんの曲の中でも素直な曲で、コード進行も自然だし、メロディーラインもストレート。浜田さんの『ドラマで泣かせる』部分が上手く反映されている」と評価している[注 6][30]。
- 平山雄一は「浜ちゃんと哲ちゃんの30代のブルースだった」[31]「歌詞を見た時に小室の『カラオケでは歌詞が重要なアイテムになる。そこで必要とされている歌詞のテーマは“青春時代に誰もが必ずくぐるゲート”だ』という予言を思い出して笑ってしまった」[32]と評している。
- 渋谷陽一、モーリー・ロバートソンはカルチャー・クラブの『カーマは気まぐれ』との類似点を指摘し、「盗用と言われても仕方ないでしょう」「偶然の一致と言うのは難しい。これをボーイ・ジョージに聞かせたら『アイディアをかっぱらった』と言うでしょうね」と語っている[33]。
- 奥田民生は「あまりにも良い曲だったので普通に尊敬してしまって、それに対抗する気持ちも起きなかったですね」と評している[25][34]。
- 甲斐よしひろは「ダンス・ビートに乗せてるから見え辛いんだけど、僕はああいった少し悲しい歌詞のフレーズを描ける人を物凄く信用してしまうんですね」と評している[35]。
- 佐々木敦は「間奏の松本人志のつぶやきの後にいきなり入ってくる独特なリズムに多くの聴き手は『これがジャングルという最先端の音楽なのか』と思っただろうと思います。当時、筆者はダンス・ミュージックを大量に聴いていましたが、小室のジャングルはもちろん本場のそれと比較すれば色々な所が違っているものの、『決して思い付きや付け焼き刃だけでやってみた』というレベルではないと思いました。ジャングルのコアなファンからは、『日本でのジャングル紹介が、よりによって小室哲哉という人物によって、しかも当代きってのお笑い芸人を巻き込んだ形でなされてしまった』ことに対する反感や揶揄も聞こえてきましたが、小室は『ジャングルを剽窃しよう』とか『そのブームを利用しよう』などとは微塵も思っておらず、ただ単に、その頃ジャングルにハマっていたから自分も他の誰よりも早くやってみたかっただけであり、しかし『やるからにはちゃんとやる、すなわちジャングルの形式性をしかと抑えた上で、尚且つ日本のコンテクストに合わせて加工変形を行う』ということを、彼なりに真摯に実行したということだったのだと思います」と評している[36]。
- 鹿野淳は「この曲こそ、小室さんのプロデューサーとしての資質の全てだと思います。日本のトップタレントですが、まったく音楽と無縁だった浜田さんを歌わせてチャート1位を獲らせた。しかもきっかけは浜田さんが言った『ぼくにもヒット曲をプロデュースしてください』という冗談のような一言。さらに当時最も精鋭的な『ジャングル』というアンダーグラウンドで流行っていたリズムを前面に掲げ大ヒットさせた。あの手さばきには、あっけにとられてしまいました」と評している[37]。
- 守尾崇は「リズムがジャングルじゃないですか。あれはターンテーブル的な発想だと早回ししてやるのでビートが崩れないんですけど、小室さんは鍵盤で作っていたんで途中で拍の表裏がずれたりして新しかったなと。海外の新しいジャンルに、小室さんの手癖というかテイストが上手く融合されて新しいサウンドが生まれていてすごいなと思っていました」と語っている[38]。
- 柳楽優弥は「高校生の時に音楽番組を見て以来、好きになったと思います。それからカラオケに行く度に歌っています。ノスタルジックな気分になる部分・浜田さんの歌声・詞が好きです。自己肯定感を失いそうな気分の時に聴くと、不思議と肯定力が回復します。『まだまだだけど、少しは頑張ってんじゃないの?』って言われてるみたいな。僕も、応援してくれる方々を笑顔にできるムーブメントを起こしたい。『不器用なりに頑張らねば』と思わせてくれる1曲です」と語っている[39]。
- 藤田太郎は「この曲は真面目に頑張っている人への応援ソングなのです。改めて聴けば『この歌詞、泣ける』と目頭が熱くなりますよ。私自身も中学生の頃にこの歌詞は刺さらなかった。それはまだ、自分が幼く、人生経験も少なかったからでしょう。社会に出てからとでは、聴いた時に大きなギャップを感じるはずです」と語っている[26]。

## チャート成績
- 累計213.8万枚（オリコン調べ）[40]、または累計230万枚（公称）[41]を売り上げ、小室が作曲した全作品では歴代3位の記録[42][43]。
- お笑い芸人によるCDの売り上げとしては歴代1位[42]。レコードを含めると「女のみち」に次ぐ歴代2位（オリコン調べ）。
- オリコンチャート7週連続1位を獲得。『COUNT DOWN TV』でも7週連続1位で、1位獲得週歴代1位となっている。
- 初回出荷枚数は当初30万枚の予定であったが、問い合わせが殺到したため70万枚に変更。数日後には出荷枚数が100万枚を突破した[44]。
- 1995年11月に『TK MUSIC CLAMP』で小室は「WOW WAR TONIGHT REMIXED」を含めると300万枚近くいっているだろうと発言している[45]。
- この曲が完成した瞬間、小室は大ヒットを確信し「2 Million Mix」と付けた。当初発売日は1995年3月8日だったが、TRFの「Overnight Sensation 〜時代はあなたに委ねてる〜」と被ってしまうため、セールスに影響を及ぼさないために発売日を1週間繰り下げた[46]。
- ジャングルという音楽のジャンルにおいては世界で一番売れたCDとされている[47]。
- この曲のヒットにより、イギリスのサブカルチャー雑誌『i-D（英語版）』に「世界で初めてジャングルで100万枚を売り上げたプロデューサー」として小室哲哉が特集された[48][49]。

## 収録曲
全曲、作詞・作曲：小室哲哉、編曲：小室哲哉・久保こーじ
1. WOW WAR TONIGHT 〜時には起こせよムーヴメント "2 Million Mix"
2. WOW WAR TONIGHT 〜時には起こせよムーヴメント "H Jungle Mix"
3. WOW WAR TONIGHT 〜時には起こせよムーヴメント "Original Karaoke"
アレンジは"2 Million Mix"と同一。

## カバー
- スコット・マーフィー（2008年発売のアルバム『Guilty Pleasures 3』に収録）
- AAA（2010年8月18日発売のシングル「負けない心」のカップリング及び2011年2月16日発売のオリジナルアルバム『Buzz Communication』のmu-mo限定盤にラップを追加した新録ver.を収録）
- PolyphonicBranch feat. 鏡音リン・レン（2012年3月28日発売のコンピレーション・アルバム『小室哲哉 meets VOCALOID』に収録）
- BENI (英語版。2013年12月18日発売のカバーアルバム『COVERS:3』に収録)
- DIVA（2014年10月8日発売のシングル「DISCOVERY」Type-Cのカップリングとして収録）
- 華原朋美（2015年12月2日発売のカバーアルバム『MEMORIES 3 -Kahara Back to 1995-』に収録[50]）
- DISH//（2016年6月22日発売のシングル「HIGH-VOLTAGE DANCER」のカップリングとして収録）
- AOA（2016年11月30日発売のアルバム『RUNWAY』に「WOW WAR TONIGHT 〜時には起こせよムーヴメント girls ver.」として収録[51]）
- 広瀬香美 (2021年1月27日発売のカバー・コラボレーションアルバム『歌ってみた　歌われてみた』に収録）
- 天野愛莉（水樹奈々）＆姫神紗乃（Raychell）（2021年2月24日発売のシングルの表題曲として収録、TVアニメ『D4DJ First Mix』のEDにも使用）[52]
- HAN-KUN（2021年11月3日発売のカバーアルバム『Musical Ambassador2 ～Juke Box Man～』に収録）
- オメでたい頭でなにより（2022年3月30日発売の配信限定カバーアルバム『オメでたカバー横丁～一番街～』に収録）
- NakamuraEmi（2023年7月8日発売の8cmシングルCD/デジタルシングル「究極の休日」にカップリング曲として収録。8cmシングルCD版の裏ジャケットは、オリジナル（H Jungle with t）版シングルのジャケット写真をオマージュしたものなっている[53]。）
- JO1（2023年12月開催の「JAPAN VERTICAL MV CONTEST 2023 Powered by TikTok｜日テレ」の課題曲としてカバー[54]）
- Covered by uzumaki with Hommarju（2025年7月31日配信のDance Dance Revolution WORLDに収録）